# Бесщелевой полупроводник
Бесщелевые полупроводники — вещества с равной нулю шириной запрещённой зоны (смотри Зонная теория). В бесщелевых полупроводниках дно зоны проводимости и потолок валентной зоны имеют одинаковую энергию. От типичных полупроводников бесщелевые полупроводники отличаются отсутствием энергетического порога рождения электронно-дырочных пар, от металлов — существенно меньшей плотностью электронных состояний.
Обращение в нуль ширины запрещённой зоны может быть обусловлено симметрией кристаллической решётки или иметь случайный характер. К первому типу бесщелевых полупроводников относятся такие материалы, как α-Sn, ß-HgS, HgSe и HgTe. Бесщелевой электронный спектр указанных веществ достаточно устойчив и исчезает лишь при внешних воздействиях, понижающих симметрию кристалла.
Ко второму типу бесщелевых полупроводников можно отнести твёрдые растворы Pb1-хSnхTe, Pb1-хSnхSe, Bi1-хSbх и др., у которых при определённом соотношении компонент возникает случайное вырождение уровней, соответствующих дну зоны проводимости и потолку валентной зоны. В этих веществах бесщелевое состояние может быть разрушено под действием любого возмущения, в том числе и возмущения, которое не изменяет симметрию кристалла.
Отсутствие энергетической щели в электронном спектре бесщелевых полупроводников обусловливает целый ряд их особенностей. Например, концентрация n электронов в чистых нелегированных бесщелевых полупроводниках (а следовательно, и их электрическая проводимость) зависит от температуры Т степенным, а не экспоненциальным образом: n ~ Т3/2. Концентрация электронов может заметно возрастать при пропускании через бесщелевой полупроводник электрического тока, что обусловливает нелинейность вольт-амперной характеристики.